# 美国欧洲司令部
美国欧洲司令部（英語：United States European Command） 是美軍聯合作戰司令部之一，总部驻德国斯图加特帕奇军营。其防区包括了51个国家和地区，区域面积超过5千4百万平方公里，包括了欧洲、俄罗斯全境和格陵兰岛。美国欧洲司令部司令官同时也兼任欧洲盟军最高司令部司令官。
美军欧洲司令部职责包括进行“军事行动、国际军事交流和跨机构协作，以提升跨大西洋地区的安全，提前维护美国利益。”
“无论在北约还是在其他欧洲战区发展更强有力合作伙伴关系的倡议中，美军欧洲司令部都位于这些组织和倡议的核心。” 

## 歷史
在1952年之前，“歐洲司令部（EUCOM）”這一名稱指的是美國陸軍的單一軍種司令部。1942年6月8日至1945年7月1日，美國陸軍在歐洲地區的高級行政指揮部曾被指定為美國陸軍歐洲戰區（ETOUSA）；1945年7月1日至1947年3月15日期間的美國軍隊歐洲戰區（USFET）；歐洲司令部（EUCOM），1947年3月15日至1952年8月1日。

### 1950年代
歐洲地區的第一個統一指揮部由美國參謀長聯席會議批准於1952年8月1日成立。指定為美國歐洲司令部（USEUCOM），旨在為所有駐歐洲的美軍提供“統一指揮和權力”。1952年8月1日之前，美國空軍、美國海軍和美國陸軍在歐洲分別有各自獨立的指揮部，直接向參謀長聯席會議報告。各軍種司令部的頭銜分別是：美國駐歐洲空軍總司令（USAFE）；美國海軍，東大西洋和地中海（Commander-in-Chief, U.S. Naval Forces, Eastern Atlantic and Mediterranean）；和美國歐洲司令部（Commander-in-Chief, U.S. European Command）。根據美國歐洲司令部的創建，美國陸軍歐洲司令部於1952年8月1日重新指定了美國陸軍歐洲司令部。
統一指揮結構的誕生不僅是為了應對美國戰後迅速復員以及1949年德國結束佔領所帶來的變化。提供共同防禦是一個很大的問題，特別是在1948-49年的柏林危機之後，蘇聯封鎖了進入這個分裂城市的通道，美國和英國以前所未有的空運行動作為回應。1949 年，盟國成立了北大西洋公約組織（NATO）。
1952年，責任區域包括歐洲大陸、英國、北非地區和土耳其。歐洲司令部隨後擴大到包括西南亞，東至伊朗，南至沙烏地阿拉伯。

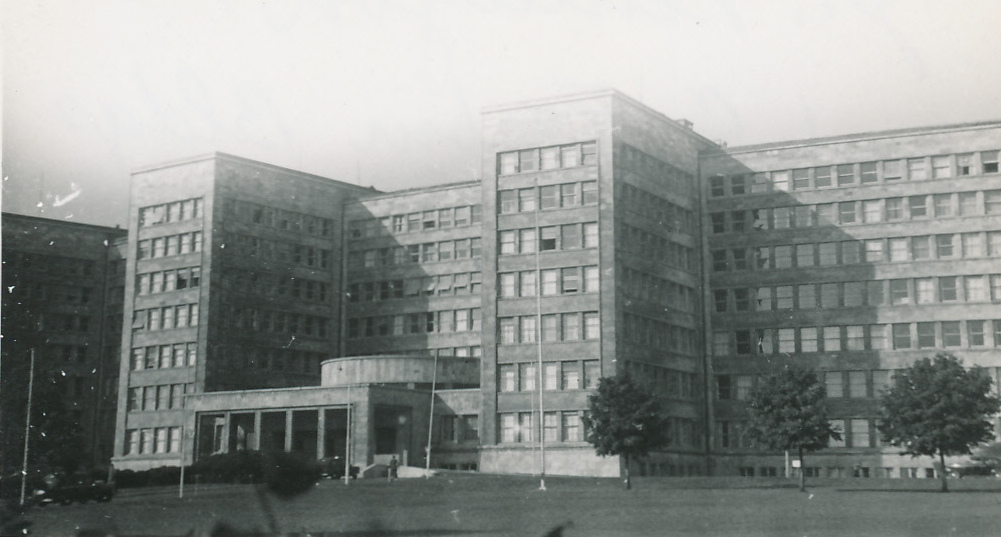
1952年，美國歐洲司令部（EUCOM）的總部大樓，位於德國法蘭克福

朝鮮戰爭開始後，對歐洲的感知威脅增加了。1951年初，北約成立了歐洲盟軍司令部。德懷特·D·艾森豪威爾將軍成為第一位歐洲盟軍最高指揮官。美國向歐洲派遣了大量增援部隊以威懾蘇聯。從1950年到1953年，美國在歐洲的軍事人員從120,000人增加到400,000多人。美國在歐洲的空軍從擁有35,000名人員的三個大隊發展到擁有136,000名人員的11個聯隊。地中海的第六艦隊艦艇數量增加一倍，達到了40多艘戰艦。歐洲美國陸軍從一個步兵師和三個憲兵團發展為兩個軍，五個師（包括兩個動員的國民警衛隊），並於1950年11月在斯圖加特的帕奇兵營啟動了一支新的野戰軍，第七軍（Seventh Army）。陸軍於1952年在布拉格堡啟動了第10特種部隊大隊（10th Special Forces Group），並於1953年11月將其部署到巴特特爾茨，在華約集團國家執行非常規戰爭任務。為了在北約內部提供國家指揮權並幫助控制這種部隊的集結，艾森豪威爾將軍提議為所有駐歐洲的美國軍隊設立一個單獨的指揮部。由於美國高級指揮官將繼續擔任歐洲盟軍最高指揮官，艾森豪威爾建議將“最大授權”授予一名四星級副指揮官。
艾森豪威爾在新司令部成立之際返回了美國。美國第一任歐洲司令（USCINCEUR）是馬修·李奇威將軍，朝鮮戰爭期間曾任第八軍團（Eighth Army）和遠東司令部司令。他的副手是美國陸軍歐洲司令托馬斯·T·漢迪將軍。
歐洲司令部總部最初位於I.G. Farben大樓位於德國法蘭克福，共享與美國陸軍歐洲司令部總部。到1953年，超過400,000名美軍駐紮在歐洲。1954 年，總部遷至巴黎以西的法國陸軍基地Camp des Loges，距離SHAPE不遠。在那裡，歐盟司令部製定了在北約框架內抵禦蘇聯和華沙條約組織的西歐防禦計劃。歐盟司令部利用軍事援助計劃幫助其北約夥伴建立軍事能力，包括1955年之後成立的德國聯邦國防軍。1955年，美國歐洲司令部成立了歐洲支援作戰司令部，不久更名為歐洲支援作戰特遣部隊（後來的歐洲特種作戰司令部），負責執行特種作戰任務。1961年，EUCOM開始運營一個空中指揮所，即絲綢錢包行動。

### 1960年代
在1961年柏林危機期間，1961年8月25日，美國國防部宣布於10月1日動員148,000名後備人員，重返現役12個月。其中27,000人將來自空軍預備役和空軍國民警衛隊飛行中隊和支援部隊，以增強歐洲的防空能力，112,000人來自美國陸軍預備役。許多陸軍預備役人員被派往歐洲，使地面作戰部隊達到滿員。
由於不斷加劇的宗教和政治衝突，黎巴嫩於1958年爆發內戰（1958年黎巴嫩危機）。歐洲司令部開展了一項重大應急行動，即“藍蝙蝠行動”，以響應黎巴嫩恢復政府內部穩定的要求。

1951年-1966年，美國空軍和加拿大皇家空軍在法國境內的空軍基地

1966年，在法國對北約的某些軍事政策產生分歧後，法國總統戴高樂決定從法國驅逐非法國的北約部隊。1966年3月7日，他宣布法國將退出北約的綜合軍事結構。他給了外國北約部隊一年時間離開法國。在此之前，他拒絕在法國土地上儲存其他國家的核武器。次年，SHAPE遷至比利時蒙斯，而EUCOM總部遷至德國斯圖加特的帕奇軍營。 第七軍團總部遷至海德堡，在那裡與歐洲美國陸軍總部合併。在帕奇軍營，EUCOM 翻新了建築物，建造了一個新的運營中心，並對通信基礎設施進行了現代化改造。
美國國務院、美國國防部和美國空軍對美軍撤離法國的消息以及隨之而來的西歐一體化北約防空和戰術空中力量減少的問題進行了精心處理。由於美國媒體關注越南戰爭，美國媒體幾乎沒有報導北約軍隊（主要是美軍）從法國撤出。
歐洲司令部繼續為防衛歐洲做準備，並於1967年開始了一系列年度 REFORGER（部隊返回德國）演習。冷戰危機仍在繼續，包括1968年華約入侵捷克斯洛伐克。但是，由於越南戰爭，美軍在歐洲的人數慢慢減少。到1970年，駐歐洲的美軍人數下降到265,000人。

### 1970年代
在1970年代，隨著諸如紅軍派和紅色旅等恐怖組織以爆破、綁架和暗殺為目標針對美軍的設施和人員，歐洲的部隊保護問題有所增加。巴勒斯坦恐怖組織在歐洲進行了恐怖活動，例如在1972 慕尼黑夏季奧運會期間綁架以色列運動員。
美國歐洲司令部（EUCOM）及其組成部分繼續在整個歐洲提供軍事援助，以及人道主義援助、救災、非戰鬥人員撤離、支持維和行動以及歐洲、非洲和中東的其他非傳統任務。例如，1960年剛果獨立後，EUCOM加入了該國的多個多國行動，包括1960年的維和、人道主義援助和非戰鬥人員撤離、1964年11月（龍紅行動）、1967年的第二次斯坦利維爾兵變以及1978年的再次（在沙巴二世期間）。在中東，歐洲司令部在1967年1973年和1982年至1984年向以色列和美國公民的非戰鬥撤離提供了軍事援助。
1970年代後期，蘇聯將SS-20中程彈道導彈部署到東歐，並於1979年入侵阿富汗。北約以“雙軌”決定作為回應，即在部署美國中程潘興Ⅱ飛彈和陸基巡航飛彈（GLCM）以對抗蘇聯行動的同時，加強談判。

### 1980年代

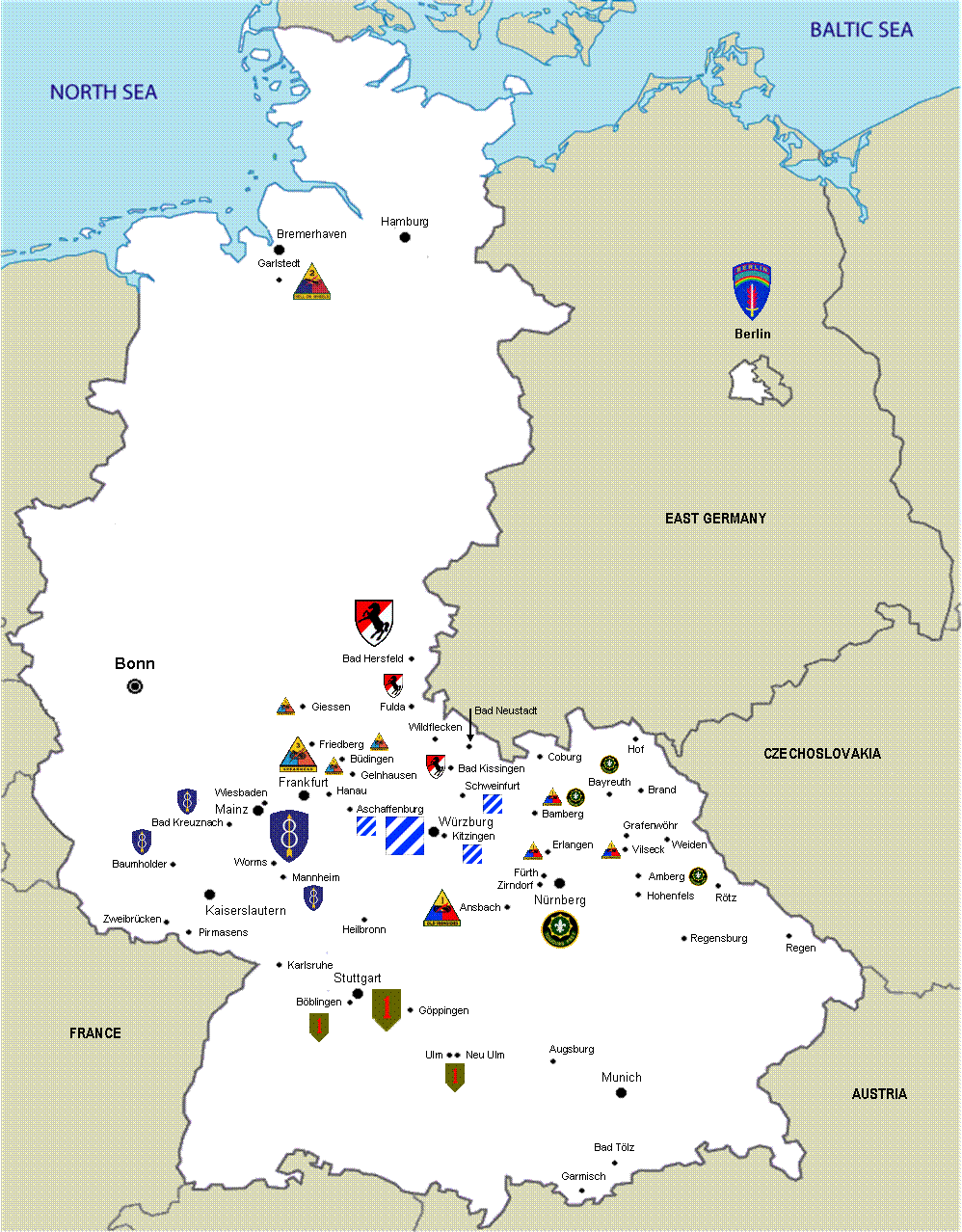
1987年，在西德的美國陸軍部隊

在1980年代，美國部署在歐洲的軍隊增加到350,000多人。EUCOM於1980年成立了駐歐洲海軍陸戰隊（Fleet Marine Force Europe）（後來的MARFOREUR）。
1983年的統一指揮計劃將中東的責任從EUCOM轉移到一個新的作戰司令部，即美國中央司令部 (CENTCOM)，但EUCOM保留了對以色列、黎巴嫩和敘利亞的責任。 與此同時，歐洲司令部被正式指定負責撒哈拉以南的非洲。 因此，責任區域變成了歐洲（包括英國和愛爾蘭）、地中海（包括島嶼）和地中海沿岸（不包括埃及、蘇丹、肯尼亞、埃塞俄比亞、索馬里和吉布提）。
1986年的《中程導彈條約》後，參謀長聯席會議主席柯林·鮑爾將軍進一步加強了戰鬥指揮官的作用。Goldwater-Nichols還成立了美國特種作戰司令部，這導致了一個新的下級統一司令部的啟動，即歐洲特種作戰司令部。
1989年，蘇聯等東歐共產陣營國家陸續解體，冷戰結束。1989年11月9日，東柏林和西柏林的公民開始拆除柏林牆。

### 1990年代
作為緊張局勢緩和的跡象，歐洲司令部在1991年將其空中指揮所解除了戒備狀態。同時，在1991年，美國歐洲司令部及其組成部分向美國中央司令部提供了部隊（主要是第七軍）以支援執行沙漠風暴行動。
歐洲司令部支持前蘇聯集團國家的計劃，例如聯合合同團隊計劃、北約和平夥伴關係和國民警衛隊國傢伙伴關係計劃。它還積極參與巴爾幹地區的行動，包括波斯尼亞、馬其頓和科索沃。在此期間，美軍駐歐洲的兵力降至120,000人以下。
1999年，在對統一指揮計劃進行修訂後，宣布了司令部責任範圍的變化。包括歐洲海域和非洲西海岸在內的美國大西洋司令部地區將移交給歐洲司令部。美國歐洲司令部已經負責美國在歐洲和非洲大部分地區的所有陸地和空中軍事規劃。這一變化使EUCOM負責在相同的一般行動區域內進行海事規劃。

### 2000年代
大西洋司令部目前包括歐洲海域和非洲西海岸的地區也轉移到歐洲司令部，於2000年10月1日生效。
在2001年9月11日對紐約和華盛頓特區的恐怖襲擊之後，北約立即援引該條約的第五條，並部署北約預警飛機來幫助監測北美的空域。美國歐洲司令部為後續在阿富汗的行動提供了主要力量，以保護美國在歐洲和非洲的利益。隨後在卡薩布蘭卡、馬德里、倫敦和阿爾及爾的 EUCOM戰區發生的恐怖襲擊促使EUCOM在2007年發起跨撒哈拉的持久自由行動，同時繼續向阿富汗和伊拉克提供輪換部隊。
2002年的統一指揮計劃將黎巴嫩和敘利亞的責任移交給中央司令部，但歐盟司令部保留了對以色列的責任，並承擔了對俄羅斯（以前由聯合參謀部負責）和北大西洋增加部分的責任，包括冰島和葡萄牙亞速爾群島（原由美國聯合部隊司令部持有）。美國駐冰島軍隊於2006年解散，成為EUCOM的一部分。
2007年成立的東聯合特遣部隊由從美國本土通過保加利亞和羅馬尼亞的基地輪換的部隊提供，最初由一個以美國為基地的輪換旅提供。在羅馬尼亞康斯坦察建立了兩個基地，顯然主要設施位於 Mihail Kogălniceanu機場。然而最初東聯合特遣部隊東部將由一個輪換的第2騎兵團Stryker中隊提供。特遣隊原計劃被稱為東歐特遣隊。然而，由於伊拉克和阿富汗部署的壓力，聯合特遣部隊東部的軍隊供應已被稱為黑海輪換部隊的海軍陸戰隊所取代。
2003年，總部改組成立EUCOM計劃與運營中心（EPOC）。從2006年到2008年，歐盟司令部幫助建立了一個新的地理統一作戰司令部，即美國非洲司令部（AFRICOM），該司令部搬到附近的凱利軍營，並於2008年10月1日接管了美國國防部在非洲的活動。

## 部隊與組織架構
EUCOM的主要軍種司令部是美國歐洲與非洲陸軍、美國海軍歐洲司令部（第六艦隊）、美國駐歐空軍（USAFE）和美國駐歐海軍陸戰隊。
美國駐歐陸軍（前身為第七軍團）總部設在德國。它控制著兩個旅、一個航空旅和幾個支援單位，同時也為駐歐洲的其他陸軍單位提供支援。儘管在整個冷戰期間它都控制著兩個軍團，每個軍團有兩個師。第五軍（V Corps）於2013年從阿富汗返回後被停用，2021年復編。第七軍（VII Corps）在波灣戰爭後返回德國後於1992年停用。
第六艦隊為北約聯合部隊司令部那不勒斯提供船隻，應對直布羅陀海峽和地中海其他地區的航運威脅。聯合特遣部隊阿茲特克沉默是一支在第六艦隊指揮官的指揮下成立的特種作戰部隊，一直參與持久自由行動。在美國非洲司令部的指導下，它還在西非和東非沿岸發揮著越來越大的作用。它以前在對抗蘇聯海軍第5作戰中隊（地中海中隊，有效艦隊規模）之前具有重要的地中海存在功能，並且在冷戰的大部分時間裡是北約南翼最強大的海上打擊力量。
美國駐歐空軍（USAFE）、聯隊支援司令部和第三空軍美國空軍作戰總部均設在德國拉姆施泰因空軍基地。他們現在從冷戰時期的高強度中大大減少，並提供比從美國本土飛來的飛機更靠近前線空中力量。
美國海軍陸戰隊歐洲司令部總部位於德國伯布林根（斯圖加特）的裝甲兵營，是歐洲司令部的海軍陸戰隊組成部分。
EUCOM的一個下屬統一司令部是 SOCEUR（歐洲特種作戰司令部），其總部位於德國斯圖加特-維欣根的帕奇軍營。AOR內的特種部隊單位包括位於英國米登霍爾皇家空軍基地（RAF Mildenhall）的美國空軍第352特種作戰大隊、一個美國海軍海豹突擊隊單位，以及位於德國卡塞爾坦克的海軍特種作戰部隊，第10特種部隊大隊。
目前EUCOM的總部也設在德國斯圖加特。
凱澤斯勞滕軍事社區是美國以外最大的美國社區，而蘭斯圖爾地區醫療中心是美國陸軍海外最大的軍事醫院，治療來自伊拉克和阿富汗的受傷士兵。

### 主要下屬單位（2021年）
- 美國駐歐陸軍（USAREUR）- 位於德國威斯巴登
  - 第2騎兵團（2nd Stryker Cavalry Regiment），德國維爾塞克，羅斯軍營
  - 第173空降旅（2nd Stryker Cavalry Regiment），義大利維琴察
  - 第12戰鬥航空旅（12th Combat Aviation Brigade），德國卡特巴赫軍營（英语：Katterbach Kaserne）
  - 第7陸軍聯合多國訓練司令部（7th Army Joint Multinational Training Command），德國格拉芬沃爾
  - 美國陸軍北約旅（US Army NATO Brigade），德國赫伯格軍營（Heuberg Kaserne）
  - 第19戰場協調支隊（19th Battlefield Coordination Detachment），德國凱撒勞頓
  - 第10陸軍防空與飛彈防禦司令部（10th Army Air & Missile Defense Command），德國凱撒勞頓
  - 第21戰區保障司令部（21st Theater Sustainment Command），位於德國凱撒勞頓裝甲兵營
    - 第16保障旅（16th Sustainment Brigade），德國鮑姆霍爾德
    - 第18憲兵旅（18th Military Police Brigade），德國格拉芬沃爾
    - 第30醫療旅（30th Medical Brigade），德國森巴赫
    - 第7任務支援司令部（7th Mission Support Command），德國凱撒斯勞滕
    - 第1人力資源維持中心（1st Human Resources Sustainment Center）
    - 第405陸軍野戰支援旅（405th Army Field Support Brigade），德國凱撒斯勞滕
    - 第409承包支援旅（409th Contracting Support Brigade），德國凱澤斯勞滕
    - 第266財務管理支持中心（266th Financial Management Support Center）
- 美國駐歐海軍（英语：United States Naval Forces Europe）（NAVEUR）- 位於義大利拿坡里

一体化作战司令部防区划分

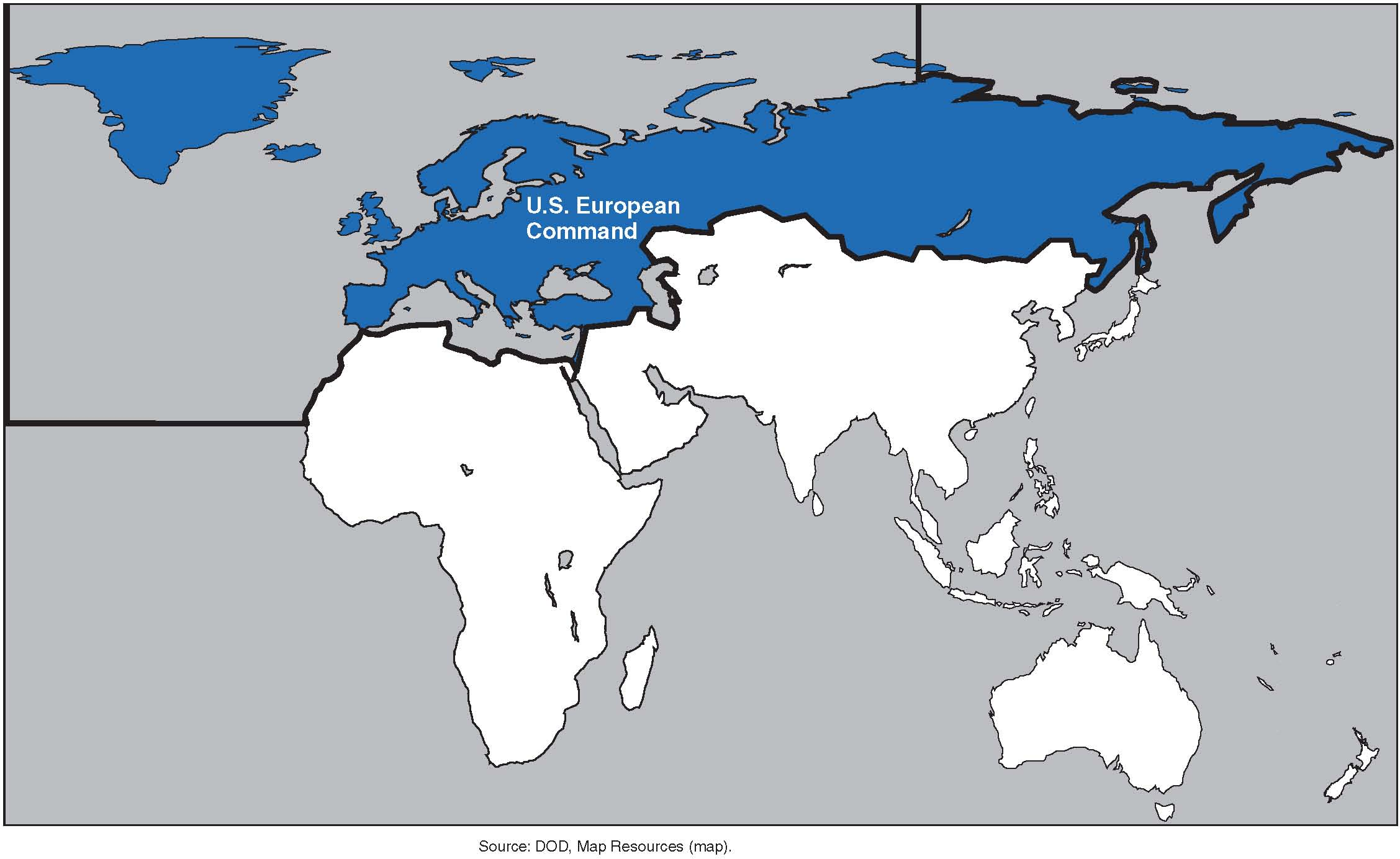
欧洲司令部防区图

  - 第六艦隊（United States Sixth Fleet），義大利拿坡里
  - 歐洲海軍地區（Navy Region Europe），義大利拿坡里
- 美國駐歐空軍（United States Air Forces in Europe）- 位於德國拉姆施泰因空軍基地（Ramstein Air Base）
  - 美國第三航空隊（Third Air Force），德國拉姆施泰因空軍基地（Ramstein Air Base）
- 美國駐歐海軍陸戰隊（英语：United States Marine Corps Forces, Europe）（MARFOREUR）- 位於德國裝甲兵營（Panzer Kaserne）

## 歷任司令
|     | 名字                                                              | 肖像 | 單位           | 任期開始       | 任期結束       |
| --- | ----------------------------------------------------------------- | ---- | -------------- | -------------- | -------------- |
| 1.  | 德怀特·艾森豪威尔五星上将 Gen Dwight David Eisenhower (1890-1969) |      | 美國陸軍       | 1951年4月2日   | 1952年5月30日  |
| 2.  | 馬修·李奇威上將 Gen Matthew Bunker Ridgway (1895-1993)            |      | 美國陸軍       | 1952年5月30日  | 1953年7月11日  |
| 3.  | 阿爾弗雷德·格倫瑟上將 Gen Alfred M. Gruenther (1899-1983)         |      | 美國陸軍       | 1953年7月11日  | 1956年11月20日 |
| 4.  | 勞里斯·諾斯塔德空軍上將 Gen Lauris Norstad (1907-1988)            |      | 美國空軍       | 1956年11月20日 | 1963年1月1日   |
| 5.  | 李曼·雷姆尼澤上將 Gen Lyman Louis Lemnitzer (1899-1988)           |      | 美國陸軍       | 1963年1月1日   | 1969年7月1日   |
| 6.  | 安德魯·古德帕斯特上將 Gen Andrew J. Goodpaster (1915-2005)        |      | 美國陸軍       | 1969年7月1日   | 1974年12月15日 |
| 7.  | 亞歷山大·海格上將 Gen Alexander Meigs Haig Jr. (1924-2010)        |      | 美國陸軍       | 1974年12月15日 | 1979年7月1日   |
| 8.  | 伯納德·W·羅傑斯上將 Gen Bernard Williams Rogers (1921-2008)       |      | 美國陸軍       | 1979年7月1日   | 1987年6月26日  |
| 9.  | 約翰·高爾文上將 Gen John Rogers Galvan (1929-2015)                |      | 美國陸軍       | 1987年6月26日  | 1992年6月23日  |
| 10. | 約翰·沙利卡什維利上將 Gen John Shalikashvili (1936-2011)          |      | 美國陸軍       | 1992年6月23日  | 1993年10月22日 |
| 11. | 喬治·喬爾萬上將 Gen George Alfred Joulwan (1939-)                 |      | 美國陸軍       | 1993年10月22日 | 1997年7月11日  |
| 12. | 韋斯利·克拉克上將 Gen Wesley Kanne Clark (1944-)                  |      | 美國陸軍       | 1997年7月11日  | 2000年5月3日   |
| 13. | 約瑟夫·拉爾斯頓上將 Gen Joseph W. Ralston (1943-)                 |      | 美國空軍       | 2000年5月3日   | 2003年1月17日  |
| 14. | 詹姆斯·L·鍾斯陸戰隊上將 Gen James Logan Jones (1943-)             |      | 美國海軍陸戰隊 | 2003年1月17日  | 2006年12月7日  |
| 15. | 班蒂斯·克拉多克上將 Gen Bantz John Craddock (1949-)               |      | 美國陸軍       | 2006年12月7日  | 2009年7月2日   |
| 16. | 詹姆斯·斯塔夫里迪斯海軍上將 Adm James George Stavridis (1955-)    |      | 美國海軍       | 2009年7月2日   | 2013年5月13日  |
| 17. | 菲利普·布里德洛夫空軍上將 Gen Philip Mark Breedlove (1955-)       |      | 美國空軍       | 2013年5月13日  | 2016年5月4日   |
| 18. | 柯蒂斯·斯卡帕洛蒂上将 Gen Curtis M. Scaparrotti (1956-)           |      | 美國陸軍       | 2016年5月4日   | 2019年5月3日   |
| 19. | 托德·D·沃爾特斯空軍上將 Gen Tod Daniel Wolters (1960-)            |      | 美國空軍       | 2019年5月3日   | 2022年7月1日   |
| 20. | 克里斯托弗·卡沃利陸軍上將 Gen Christopher G. Cavoli (1965-)       |      | 美國陸軍       | 2022年7月1日   | 2025年7月1日   |
| 21. | 阿列克修斯·G·格林科維奇空軍中將 Alexus Gregory Grynkewich (1971-) |      | 美國空軍       | 2025年7月1日   | 現任           |